# Schwarzesmarken
《Schwarzesmarken》是由内田弘樹著、CARNELIAN擔任插畫的日本輕小說作品，最初在TECH GIAN連載，由enterbrain發售，全部7集。Schwarzesmarken是âge公司Muv-Luv（マブラヴ）系列的衍生作品，除了輕小說外也有發售電腦遊戲，2016年1月開始播放電視動畫。Schwarzesmarken是德語，意思是「黑色标记」。日本又簡稱為或「柴犬（しばけん）」。

## 設定
âge在2009年12月26日發售官方機體設定集《MUV-LUV ALTERNATIVE INTEGRAL WORKS》1年之後，內田弘樹提出以歐洲為背景描寫東德和西德的衛士訓練學校的學生展開艱苦奮戰故事的企劃書但吉宗鋼紀則是要求能有更多鐵腥和血腥味的故事，後來變更成描寫以1980年代為背景的東德軍故事。標題最初是由吉宗鋼紀提案「死神部隊」但沒有採用，後來經過與他人討論後從「黒牌（黒の札）」、「黒印（黒の印）」、「黒之宣告（黒の宣告）」、「Schwarz」、「Schwarzmarken」等…最後決定採用「Schwarzesmarken」。

## 故事
1973年外星生物BETA入侵地球後，明斯克巢穴的BETA自1983年開始向歐洲入侵。由於1978年由歐洲聯軍所發動的巴萊奧羅格斯作戰失敗，隔年波蘭遭到淪陷後，東德成為抵禦BETA的前線並且陷入困境。東德國家人民軍最強的陸軍第666戰術機中隊「黒之宣告」（Schwarzesmarken）的隊員提奧多爾和中隊長愛麗絲蒂娜在戰場上解救凱蒂亞之後開始展開的歐洲戰場故事。

## 登場人物

### 第666戰術機中隊（黑之宣告）
提奧多爾·艾伯巴赫（Theodor Eberbach，聲：鈴村健一）
4月13日生，年齡18歲。本作男主角，第666戰術機中隊的少尉，擁有鮮紅色的頭髮，於一次BETA作战意外救出凱蒂亞，並答應完成她的心願，喜歡與仰慕愛麗絲蒂娜，找到真正自己心願後堅定殺死麗茲，與安妮特同屆，善於近戰，在動畫中被麗姿透露喜歡金髮女性。
愛麗絲蒂娜·伯恩哈德（Irisdina Bernhard，聲：山本希望）
9月8日生。第666戰術機中隊的上尉中隊長，伺機擊潰現政權，為人正直，BETA决戰之時被国家安全部擒獲，史塔西將其囚困於柏林並故意謊稱其死亡，明白提奧多爾喜歡自己的心意，但因為理想及目標在身還未達成所以沒有與之應答，後來被提奧多爾救出但最後被阿克斯曼擊中腹部，在提奧多爾懷裡安然離世。
凱蒂亞·瓦爾特海姆（Katia Waldheim，聲：田中美海）
1月7日生，年齡15歲。第666戰術機中隊的少尉。原本是西德聯邦國防軍的衛士，為了尋父親而來到東德，在獲救後要求編入中隊，被稱可代替愛麗絲蒂娜·伯恩哈德成為東德人民及叛軍的英雄，目前為少數666戰術機存活下來的隊員，十分信任提奧多爾·艾伯巴赫。
麗茲·霍恩斯坦因（Lise Hohenstein，聲：南條愛乃）
6月28日生，年齡18歲。第666戰術機中隊的少尉，原本隸屬狼人（Werwolf）戰術機大隊，被史塔西派來當間諜，提奧多爾的義妹，从属国家安全部莫斯科派，愛慕提奥多尔希望能将他从反体制派中解放出来，但自己心裡早已嚴重扭曲，最後吐露愛麗絲蒂娜所在位置並表達自己的後悔後微笑著死於哥哥槍下。
格雷特爾·葉克倫（Gretel Jeckeln，聲：安野希世乃）
7月12日生。從德國統一社會黨派遣到第666戰術機中隊的中尉政治委員，戰鬥能力低於中隊平均水平，但政治能力優秀，東柏林被卷入武装政變後，和提奥多爾以及凯蒂亞一起参加叛军，十分重視提奧多爾等中隊的人員，加入叛軍時擔任中隊指挥官，在毀掉史塔西檔案差點命喪火海，最後在醫院裡休養。
安妮特·霍森菲爾德（Anett Hosenfelt，聲：安濟知佳）
8月19日生。第666戰術機中隊的少尉，和提奥多尔同屆。與愛麗絲蒂娜一同被史塔西擒獲，後被提奥多爾救出並一同加入叛軍，目前為少數666戰術機存活下來的隊員，有時會衝動砍殺敵人，善於近戰。結局時被格雷特爾吐露喜歡提奧多爾。
西爾維婭·克沙西斯卡（Sylvia Kschessinska，聲：村瀬迪与）
12月26日生。第666戰術機中隊的少尉，波蘭人，個性排外不親近人，最後死前露出微笑後歸天，與華特·克流格爾曖昧不明。
范氏蘭（德语）/法穆·泰·兰（Pham Thi-Rang，聲：加藤英美里）
10月2日生。第666戰術機中隊的中尉，越南裔德國人，第666战术机中队副指挥官，性格溫柔，喜歡別人叫她姐姐，666中隊中唯一除提奧多爾外幫麗姿說話的人。在叛军救出中隊時卻遭到麗姿的攻擊而殒命。
英格赫特（德语）/英格希尔特·布羅尼科夫斯基（聲：福原香織）
11月22日生，年齡29歲。第666戰術機中隊的少尉，為安妮特的老同學，地主階級，在某次作戰中為了掩護狂亂的安妮特而陣亡。
華特·克流格爾（Walther Krüger，聲：三宅健太）
第666戰術機中隊的中尉兼任副官，在和BETA作战中負傷，更甚的是被国家安全部擒獲後遭受拷問，但之后被提奥多爾他们救出。參與叛軍，最後在東柏林與狼人隊長貝婭特麗克絲·布萊梅單挑，雖然用自殺式方法成功使貝婭特麗克絲喪失攻擊能力，但最終被擊落並且陣亡，與西爾維婭·克沙西斯卡曖昧不明。

### 史塔西
貝婭特麗克絲·布萊梅（Beatrix Brehme，聲：田村由香里）
11月23日生。東德國家安全部「史塔西」武装警察軍戰術機大隊「狼人（Werwolf）」的少校大隊長，能力優秀，屬於莫斯科派，和愛麗絲蒂娜是舊識，對愛麗絲的酷刑貌似是她所指使的，被提奧多爾用戰鬥刀刺進駕駛艙後身亡。
海因茨·阿克斯曼（聲：成田劍）
3月7日生。武装警察軍的中校作戰参謀長，為柏林派之首，專門肅清逃脫者以及反叛人士的獵人，政變中被莫斯克派擊敗，後來意圖與叛軍組織聯合，想獨攬大權，對權力有極深欲望。被愛麗絲蒂娜槍擊頭部身亡。

### 第51戰術機大隊（Huckebein）
姬露可·斯坦因霍夫（Kirce Steinhoff，聲：沼倉愛美）
5月1日生。西德陸軍第51戰術機大隊「Huckebein（フッケバイン）」第2中隊的少尉，在波蘭的作戰中和提奥多爾他们意氣相投,随後成為他们重要的伙伴，擔任西德的特使來到東德與叛軍聯絡並且評估局勢。
約阿希姆·巴爾克（聲：土田大）
第51戰術機大隊的少校大隊長，個性老實與666戰術機中隊有良好感情並將其視為夥伴。

### 國家人民軍（反體制派）
弗朗茨·海姆（聲：麥人）
國家人民軍少將。性格溫和穩健卻也能下定冷酷的决斷。按人民軍高層的意向擔任叛军指揮官對國家安全部舉起反旗。
蘇西·查普（聲：桑谷夏子）
反體制派武力鬥争班（抱怨熊）女性指挥官。原衛士，臉部有疤痕以髮遮住，對國家安全部異常憎恨，對凯蒂亚他们的態度嚴厲。主張處决麗姿的人。

## 戰術機
戰術機（英語:Tactical Surface Fighter）指的是對抗BETA用的巨大人型兵器，全名是「戰術步行攻擊機」。BETA入侵之前的人類戰爭乃是以戰鬥機為中心而爭奪制空權的形式，但在具有強大地對空火力的BETA光線屬種出現之後，戰鬥機可說完全派不上用場了。因此人類在1974年開發出與BETA戰鬥用的巨大人型兵器「戰術機」。
MiG-21三弦琴（MiG-21 バラライカ）
蘇聯米高揚－古列維奇設計局將F-4R修改而來的第1世代戰術機，東德軍的主力戰術機。
MiG-21PF三弦琴（MiG-21PF バラライカ）
米高揚－古列維奇設計局在東德軍協助下開發出來的第1世代戰術機。
MiG-23大耳猴（MiG-23 チボラシュカ）
針對提升MiG-21的機動格鬥戰能力而開發出來的準第二世代戰術機，由武裝警察軍使用。
MiG-23大耳猴改（チボラシュカ改）
從MiG-23修改而來的戰術機。
MiG-27短吻鱷（MiG-27 アリゲートル）
由武裝警察軍使用的戰術機，由蘇聯提供。
F-14雄貓（F-14 トムキャット）
美國海軍所使用的第2世代戰術機。
A-10雷霆二式（A-10 サンダーボルトⅡ）
由美國開發的突擊戰術機。
F-5自由鬥士（F-5 フリーダムファイター）
由美國開發的戰術機，為填補戰術機配備缺額所開發的低成本戰術機。
F-5G/E/I 龍捲風（F-5G/E/I トーネード）
由西德、英國、義大利共同出資成立帕拉維亞企業（パラヴィア・インダストリアル）所開發出來的第1世代戰術機。

## 出版書籍
Schwarzesmarken
| 卷數 | 副標題 | 發售日         | ISBN                   |
| ---- | ------ | -------------- | ---------------------- |
| 1    |        | 2011年5月30日  | ISBN 978-4-04-727306-1 |
| 2    |        | 2011年9月30日  | ISBN 978-4-04-727528-7 |
| 3    |        | 2012年3月30日  | ISBN 978-4-04-727932-2 |
| 4    |        | 2012年10月29日 | ISBN 978-4-04-728419-7 |
| 5    |        | 2013年3月30日  | ISBN 978-4-04-728802-7 |
| 6    |        | 2013年12月12日 | ISBN 978-4-04-729297-0 |
| 7    |        | 2014年3月29日  | ISBN 978-4-04-729528-5 |

Schwarzesmarken  Requiem（シュヴァルツェスマーケン Requiem）
Schwarzesmarken的短篇集小說。
| 卷數 | 副標題 | 發售日        | ISBN                   |
| ---- | ------ | ------------- | ---------------------- |
| ＃1  |        | 2012年7月30日 | ISBN 978-4-04-728214-8 |
| ＃2  |        | 2013年7月29日 | ISBN 978-4-04-729014-3 |

Schwarzesmarken 隻影的伯恩哈德（シュヴァルツェスマーケン 隻影のベルンハルト）
Schwarzesmarken的外傳小說，插畫改由來擔任，內容主要是描敘11年前的故事。
| 卷數 | 發售日        | ISBN                   |
| ---- | ------------- | ---------------------- |
| 1    | 2015年9月30日 | ISBN 978-4-04-730693-6 |
| 2    | 2016年1月30日 | ISBN 978-4-04-734014-5 |

## 電視動畫
2016年1月11日開始播放電視動畫版，全12話。

### 工作人員
- 原作：吉宗鋼紀（ixtl/âge）[9]
- 原作劇本：內田弘樹（Fami通文庫／KADOKAWA enterbrain刊）
- 角色原案：CARNELIAN
- 監督：渡邊哲哉
- 系列構成：樋口達人
- 角色設計、總作畫監督：原修一
- 副角色設計：河野敏彌
- 機械、道具設計、機械作畫監督：鈴木勘太
- 戰術機演出：大河廣行
- 美術監督：針生勝文
- 色彩設計：
- 攝影監督：荒幡和也
- 3DCGI：SANZIGEN
- 編集：長谷川舞
- 音響監督：本山哲
- 音樂：Evan Call（Elements Garden）
- 音樂製作：avex pictures
- 音樂製作人：田中宏幸
- 製作人：田中宏幸、山崎彬、紅谷佳和、清水美佳、松村俊輔、新宿五郎、馬場楊子
- 動畫製作人：野邉伸泰、里見哲朗、田代雄一
- 動畫製作：ixtl×LIDENFILMS
- 製作：Alternative第二計劃

### 主題曲
片頭曲「white forces」（第2－12話）
作詞、作曲、編曲：八木沼悟志，主唱：fripSide
第1話未使用
片尾曲（第1－5、7－11話）
作詞：畑亞貴，作曲、編曲：Evan Call（Elements Garden）
主唱（第1－5、9－11話）：Zahre（田中美海、山本希望）
主唱（第7話）：山本希望
主唱（第8話）：田中美海

### 各話列表
| 話數 | 劇本              | 分鏡                     | 演出                         | 作畫監督                                                                                              | 機械作畫監督      |
| ---- | ----------------- | ------------------------ | ---------------------------- | --- | ----------------- |
| #01  | 樋口達人 渡邊哲哉 | 渡邊哲哉                 |                              | 河野敏彌                                                                                              | 鈴木勘太          |
| #02  | 樋口達人          | 西森章                   | 佐佐木純人                   | 齊藤育實、三島千枝                                                                                    | 鈴木勘太          |
| #03  | 樋口達人          | 高本宜弘                 | 江副仁美                     | 河野敏彌、山本晃宏                                                                                    | 鈴木勘太          |
| #04  | 樋口達人          | 藤澤俊幸                 | 矢野孝典                     | 關本渡、市橋雄一、大竹晃裕 白井篤史、三島千枝                                                         | 鈴木勘太          |
| #05  | 樋口達人          | 森川育郎                 | 平林拓真                     | 相田誠、吉岡忍、常盤健太郎 小梶慎也、河野敏彌、青野厚司                                               | 鈴木勘太          |
| #06  | 樋口達人          | 名村英敏                 | 佐佐木純人                   | 齊藤育實、三島千枝、齊藤格                                                                            | 鈴木勘太          |
| #07  | 樋口達人          | 西森章                   | 則座誠                       | 小林一三、青柳謙二、小笠原理惠                                                                        | 鈴木勘太 川原智弘 |
| #08  | 戶田力良 樋口達人 | 高木宣弘                 | 林宏樹                       | 大竹晃裕、關本渡、坂本千代子 市橋雄一、森下勇輝、齋藤育實 三島千枝                                    | 鈴木勘太 川原智弘 |
| #09  | 樋口達人          | 藤澤俊幸                 | 高藤聰                       | 河野敏彌、鈴木勘太、藤澤俊幸 青野厚司                                                                 | 鈴木勘太 川原智弘 |
| #10  | 樋口達人          | 森川育郎                 | 矢野孝典                     | 齋藤育實、三島千枝、關本渡 坂本千代子、齋藤格、市橋雄一 大竹晃裕                                      | 鈴木勘太 川原智弘 |
| #11  | 樋口達人          | 高本宣弘                 | 平林拓真                     | 藤澤俊幸、山本晃宏、小梶慎也 相田誠、鈴木勘太、青野厚司 Sung-hui Han                                  | 鈴木勘太 川原智弘 |
| #12  | 樋口達人          | 稻井仁 森川育郎 渡邊哲哉 | 渡邊哲哉 井端義秀 石鄉岡範和 | 河野敏彌、齋藤育實、藤澤俊幸 鈴木勘太、小梶慎也、山本晃宏 西尾智惠、熊田明子、關本渡 青野厚司、原修一 | 鈴木勘太          |

### BD
| 卷數 | 發售日期      | 收錄話數        | 規格編號     |
| ---- | ------------- | --------------- | ------------ |
| 1    | 2016年3月25日 | 第1話 - 第2話   | EYXA-10872/B |
| 2    | 2016年4月29日 | 第3話 - 第4話   | EYXA-10873/B |
| 3    | 2016年5月27日 | 第5話 - 第6話   | EYXA-10874/B |
| 4    | 2016年6月24日 | 第7話 - 第8話   | EYXA-10875/B |
| 5    | 2016年7月29日 | 第9話 - 第10話  | EYXA-10876/B |
| 6    | 2016年8月26日 | 第11話 - 第12話 | EYXA-10877/B |

### 播放電視台
日本深夜動畫：下文記載的日本国内播放時間使用日本標準時間（UTC+9）表示。因為部分時間标识會採用30小时制，因此請留意这类超过24:00的时间，其實際播放時間為翌日清晨。
| 播放地區   | 播放電視台   | 播放日期               | 播放時間                  | 所屬聯播網 |
| ---------- | ------------ | ---------------------- | ------------------------- | ---------- |
| 關東廣域圈 | 東京電視台   | 2016年1月10日－3月27日 | 星期日 25時05分－25時35分 | 東京電視網 |
| 大阪府     | 大阪電視台   | 2016年1月12日－3月29日 | 星期二 25時35分－26時05分 | 東京電視網 |
| 愛知縣     | 愛知電視台   | 2016年1月14日－3月31日 | 星期四 26時05分－26時35分 | 東京電視網 |
| 日本全國   | AT-X         | 2016年1月14日－3月31日 | 星期五 23時30分－24時00分 | 衛星電視   |
| 日本全國   | NICONICO直播 | 2016年1月15日－4月1日  | 星期五 24時30分－25時00分 | 網絡電視   |
| 日本全國   | NICONICO頻道 | 2016年1月15日－4月1日  | 星期五 25時00分 更新      | 網絡電視   |

## 遊戲
2015年11月27日由âge發售冒險類型PC遊戲《Schwarzesmarken 紅血的紋章》（シュヴァルツェスマーケン 紅血の紋章）。2016年10月28日發售續作《Schwarzesmarken 殉教者們》（シュヴァルツェスマーケン 殉教者たち）。2016年1月1日âge公開Schwarzesmarken的即時戰略類型網頁遊戲。

### 主題曲
| Schwarzesmarken 紅血的紋章 - 片頭曲「1983-Schwarzesmarken-」 作詞/作曲/編曲：八木沼悟志 歌：fripSide - 片尾曲「翼よ、暁を渡る誓いの中で。」 作詞：畑亜貴 作曲/編曲：Evan Call 歌：山本希望 | Schwarzesmarken 殉教者們 - 片頭曲「white relation」 作詞/作曲/編曲：八木沼悟志 歌：fripSide - 片尾曲「Our Hands」 作詞：RUCCA 作曲/編曲：Evan Call 歌：Zähre - 片尾曲「Last Desire」 作詞：RUCCA 作曲/編曲：Evan Call 歌：Zähre - 片尾曲「Lost Heaven」 作詞：RUCCA 作曲/編曲：Evan Call 歌：南條愛乃 |

### 工作人員
- 企劃/原作：吉宗鋼紀
- 角色設計：CARNELIAN
- 原畫：木莬あうる
- 劇本：內田弘樹、山崎彬
- 監製：タシロハヤト

## 廣播
從2015年10月4日到2016年6月25日期間由文化放送在毎週日25點（深夜時間）到25點30分開始播放廣播節目《Radio Schwarzesmarken》（ラジオ シュヴァルツェスマーケン），2016年1月2日起改為毎週六26時到26時30分播放，主持人是由山本希望（愛麗絲蒂娜·伯恩哈德）、田中美海（凱蒂亞·瓦爾特海姆）來擔任。

## 外部連結
- âge（页面存档备份，存于）（日語）
- 小說官方網站（日語）
- 遊戲官方網站（页面存档备份，存于）âge（日語）
- 動畫官方網站（页面存档备份，存于）（日語）
- アニメ「シュヴァルツェスマーケン」公式的X（前Twitter）（日語）
- 動畫官方網站（页面存档备份，存于）テレビ東京（日語）
- 廣播官方網站（页面存档备份，存于）文化放送（日語）
- ラジオ シュヴァルツェスマーケン的X（前Twitter）（日語）